# Klipo
Klipo är en klan i Liberia. Den ligger i regionen Grand Kru County, i den sydöstra delen av landet, 300 km sydost om huvudstaden Monrovia.